# Preußische Liebesgeschichte
Preußische Liebesgeschichte ist ein Historienfilm von Paul Martin aus dem Jahr 1938, der aber erst 1950 uraufgeführt wurde.

## Inhalt
Inhalt des Films ist die Romanze zwischen Prinz Wilhelm von Preußen, dem späteren Kaiser Wilhelm I., und der polnischen Prinzessin Elisa Radziwiłł, die wegen politischer Interessen scheitert.

## Verbot
Nach der Fertigstellung des Films durch die UFA untersagte Reichspropagandaminister Joseph Goebbels die Aufführung im Dezember 1938. Grund war, dass seine Affäre mit der Hauptdarstellerin Lída Baarová inzwischen geplatzt war. Erst im März 1950 wurde der Film von der FSK unter dem Titel Liebeslegende freigegeben und hatte seine Premiere am 12. April 1950 in den Kammerlichtspielen in München.

## Kritik
„Am Schluß wissen wir leider allzu genau, wie weh unglückliche Liebe tut. Lida Baarova stirbt den gepflegtesten Leinwandtod an gebrochenem Herzen, der je gestorben wurde.“